# AMAP-ADS
AMAP-ADS (Active Defence System) es un sistema de defensa activa desarrollado por Rheinmetall Defence para proteger vehículos blindados de amenazas como misiles antitanque, cohetes y grana
AMAP-ADS (sistema de defensa activo) es un sistema de protección activa hard-kill (APS), desarrollado por la empresa alemana ADS Gesellschaft für aktive Schutzsysteme (una empresa filial de Rheinmetall) e IBD Deisenroth Engineering, como parte de su concepto de protección Advanced Modular Armor Protection. El sistema también se conoce con el nombre de AAC en Suecia y como Shark en Francia. Debido a su diseño modular, se puede adaptar a una amplia gama de vehículos. En particular, es capaz de proteger vehículos ligeros contra armas de gran calibre que la armadura ligera de los vehículos no detendría.

## Diseño

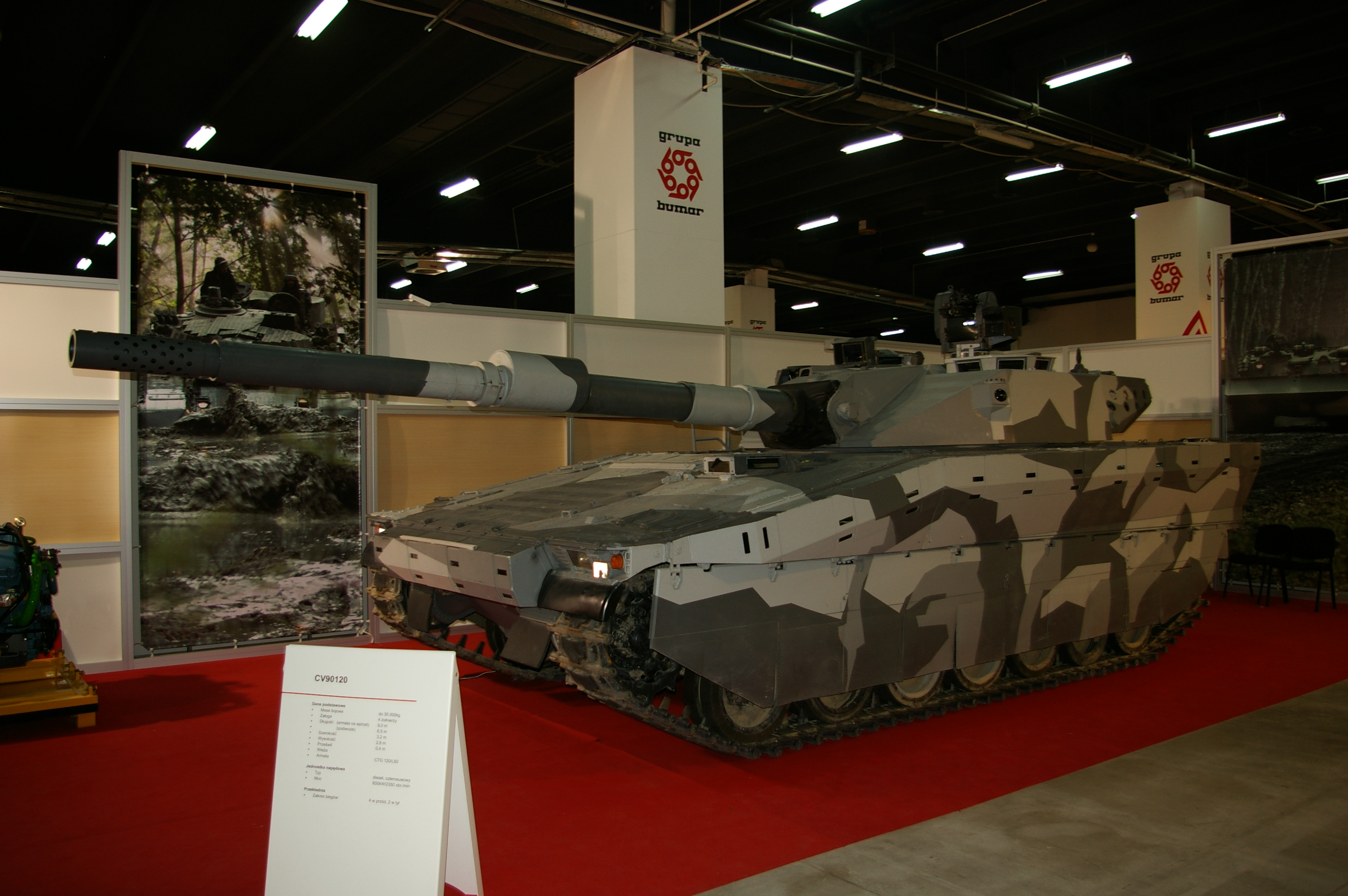
CV90120 equipado con AMAP-ADS

El sistema tiene un diseño modular que se puede adaptar a casi todos los vehículos; pesa 140 kg para vehículos ligeros y hasta 500 kg para vehículos pesados. Los elementos principales son los módulos de sensores-contramedidas dispuestos alrededor del vehículo. Un procesador determina el tipo y la trayectoria del objetivo que se aproxima. Posteriormente, se activa un módulo de contramedidas cercano al punto de impacto calculado. Esta contramedida expulsa "energía dirigida", destruyendo o interrumpiendo la amenaza que se aproxima para que no pueda penetrar el vehículo.
La disposición de sensores y contramedidas proporciona una protección hemisférica. Los sectores superpuestos de los módulos de sensores y contramedidas permiten que el sistema derrote los ataques múltiples. Debido al corto tiempo de reacción de aproximadamente 560 microsegundos, las amenazas se pueden eliminar a distancias de aproximadamente 10 m, sin depender de la velocidad de la amenaza. AMAP-ADS es uno de los sistemas de protección activa más rápidos, más rápido que Quick Kill,  Iron Fist o Trophy. Dado que las contramedidas crean un rayo de energía dirigido fuerte que no se fragmenta, se minimiza el daño colateral a las tropas o civiles cercanos. Estos son aspectos importantes en los entornos urbanos. En comparación con otros sistemas hard-kill, no hay partes móviles. Esto hace que el ADS sea ligero y reduce los requisitos de energía. Por tanto, se puede instalar en vehículos ligeros.
El sistema no está diseñado para sustituir por completo la armadura base pasiva. Los proyectiles de mayor calibre solo se fragmentarán y no se desviarán por completo. Por lo tanto, todavía se requiere un mínimo de armadura pasiva para absorber la energía residual de los fragmentos.

## Aplicaciones
Los prototipos ya se han probado en varios vehículos, incluidos  Marder, SEP, CV 90, Patria AMV y LMV.
Singapur ha decidido utilizar el AMAP-ADS como sistema de protección activa en sus vehículos, mientras que varios ejércitos europeos están considerando comprarlo.

## Demostraciones exitosas
AMAP-ADS se ha probado en varias plataformas. Como parte del AAC (Active Armor Concept) se instaló en el SEP diseñado por BAE Systems Hägglunds. El 17 de abril de 2008 se probó en Suecia en condiciones de combate urbano. Se demostró el rechazo de amenazas y la capacidad de impactos múltiples cuando se dispararon rondas de 7,62 mm y RPG-7 desde una distancia corta de unos 50 m, un alcance típico de las misiones urbanas. En esa prueba se destruyeron los proyectiles RPG-7. El sistema también detectó una bala de 7,62 mm pero la rechazó como una amenaza.

### Pruebas de EE.UU.
Un vehículo Textron ASV ha sido modificado y equipado con el sistema hardkill AMAP-ADS. Luego se probó extensamente durante 6 semanas en Redstone Arsenal en Huntsville, Alabama. Estas pruebas fueron supervisadas por la Oficina del Secretario de Defensa. Se lanzaron diferentes tipos de granadas propulsadas por cohete y ATGM en varios lugares como los lados o el techo desde un rango cercano (15 metros (49 pies), incluidos los ataques de múltiples impactos, en los que se utilizaron múltiples amenazas en un corto período de tiempo. AMAP-ADS cumplió e incluso superó todos los requisitos de EE. UU durante las pruebas. También se demostró la operabilidad en climas cálidos.

## Sistemas similares
Sistema de protección activa Arena
Iron Fist APS
Trophy